# 우젠하오
우젠하오(吳建豪, 1978년 8월 7일 ~ )는 대만의 가수이자 배우로, F4와 강타 & 바네스의 일원이다.